# Ici 19/20
Ici 19/20 (anciennement le 19/20) est une session quotidienne d’information diffusée sur France 3 de 19 h jusqu'à 19 h 55, alliant actualité locale, régionale, nationale et internationale grâce au support de la rédaction nationale de la chaîne, de ses 24 stations régionales et de ses déclinaisons locales.
Le journal 19/20 (sous forme d'une édition régionale et une édition nationale) est diffusé du 6 mai 1986 au 3 septembre 2023, date de son arrêt par France Télévisions. Il est remplacé par le journal Ici 19/20 entièrement régionalisé.

## Historique
Depuis 1963, des journaux télévisés régionaux sont diffusés à 19h30 sur la première chaîne de la RTF puis de l'ORTF, puis, à la suite de la création de la deuxième chaîne en 1964, simultanément sur les deux chaînes. Cette pratique perdurera sur TF1, Antenne 2 et FR3 jusqu'en 1986.
Au cours du printemps 1986, FR3 innove en lançant le 19/20, un nouveau rendez-vous quotidien d’information, à 19h, alliant actualité nationale et régionale. Jusque-là, FR3 n'avait qu'un rendez-vous d'information national, le Soir 3. L’information démarre plus tôt que les traditionnelles grandes messes du 20h des autres chaînes. Impulsé par Janine Langlois-Glandier, présidente de FR3 à l’époque, ce nouveau journal propose une session d’information complète, alliant actualités régionales et nationales. Le concept est de traiter l’information nationale à travers le prisme des stations régionales, et l’actualité internationale grâce aux EVN (la banque d’échanges d’images de toutes les télévisions du monde coordonnées par l’UER). Un rendez-vous conçu, à ses débuts pour être interrégional, sorte de florilège de toutes les régions.
Lors de son lancement estival, les studios parisiens du 19/20 ne sont pas encore prêts. La présentation se fait alors depuis les stations régionales, avant de prendre place dans un studio flambant neuf : Henri Sannier, ancien rédacteur en chef à FR3 Caen qui a travaillé sur ce projet ambitieux durant plusieurs mois, et Ghislaine Ottenheimer en sont les premiers présentateurs. Les premiers mois sont difficiles. Manque de rythme, téléspectateurs non encore habitués à ce rendez-vous alternatif d’information, mais tout le monde y croit. La direction de FR3 donne le temps au 19/20 de trouver ses marques. Au bout de six mois, l’audience commence à décoller et les téléspectateurs sont chaque soir plus nombreux.
Le 12 septembre 1987, le 19/20 est diffusé pour la première fois le samedi. Le 28 janvier 1990, le 19/20 est diffusé sept jours sur sept. C'est également à partir de 1990 qu'il s’enrichit des premières éditions locales, à Tours et à Lille.
La rédaction de FR3 confie son JT à un nouveau binôme (le troisième duo présentateur du JT) : Élise Lucet et Paul Amar, jusqu'en 1992, puis Marc Autheman et Élise Lucet jusqu'en 1994, avant que celle-ci ne devienne titulaire du poste en solo.[réf. nécessaire]
Le 6 septembre 1999, l'habillage du 19/20 est changé : nouvelle musique, nouvelle charte graphique et nouveaux logos pour les éditions locales, régionales et nationales.
En septembre 2005, Élise Lucet, visage emblématique du 19/20 pendant quinze ans, quitte la présentation de cette édition pour prendre en charge le journal de 13 heures de France 2.
De septembre 2006 à avril 2008, le 19/20 possède un habillage à dominante bleu clair remplaçant le bandeau d'information inférieur noir utilisé les années précédentes. La bande-son devait être à base de bandonéon et de percussions mais France 3 remixe la musique avant la mise à l'antenne.
En avril 2008, le 12/13, le 19/20 et le Soir 3 font peau neuve avec un nouveau générique et de nouveaux plateaux (identiques en région et au niveau national).
De septembre 2009 à juin 2010, le 19/20 est précédé en semaine de 18 h 30 à 18 h 44 par le magazine 18:30 Aujourd'hui et l'édition locale est avancée à 18 h 45 en semaine,.
De 2006 à 2010, une 2nde édition régionale courte était diffusée à 19h57, sans transition après le journal national (le générique de fin du journal national était suivi du générique de début de l'édition régionale). Cette courte édition était à considérer comme un flash régional de rappel en raison tant de sa durée de 19h57 à 20h02 ou 20h04 selon les régions) et de sa composition (rediffusion du principal sujet régional, rappel tout en images des autres principaux sujets de l'édition, et un reportage culturel "idée de sortie").
En septembre 2011, le 19/20 évolue avec nouveau décor, un enchainement des éditions régionales, locales puis nationale différent.
À partir du 2 septembre 2019, le 19/20 évoluent avec le rallongement des éditions régionales. À 18 h 50, l'édition de Proximité. À 19 h 0, l'édition Régionale. À 19 h 15, l'édition Locale. Et à 19 h 30, l'édition Nationale.
Un autre rallongement d'antenne a lieu à partir du 25 janvier 2021. La partie régionale débute désormais à 18 h 30.
Le 6 juillet 2022, France Télévisions lance le projet Tempo qui acte la disparition du 19/20 National ainsi que du 12/13 National à la rentrée de septembre 2023. Cette suppression, s'explique par le fait que les journaux de France 2 et France 3 seraient des doublons depuis la fusion des rédactions. Deux autres sessions d'information vont cependant voir le jour nommées Ici Soir et Ici Midi en référence à la plateforme commune d'information de France 3 et France Bleu : ICI. La main est laissée aux 24 stations régionales qui réaliseront chacune un journal traitant de l'actualité locale, régionale, nationale et internationale,. Cette nouvelle formule s'inspire de la façon dont est délivrée l'information par certaines chaines ultramarines tel que Réunion La Première
Cependant, à l'annonce de ce projet, plusieurs syndicats du groupe, s'inquiètent de ce projet. La SNJ de France Télévisions dénonce une transition vers « une régionalisation low-cost ». Les syndicats s'inquiètent également d'un potentiel manque de moyens financiers et des contrats de travail qu'il faudra modifier avec la suppression des éditions nationales.
Début 2023, France Télévisions officialise ICI 19/20 comme nom pour la tranche d'information, ce qui crée un lien entre le nom originel du JT et celui du site d'information, le dernier numéro du journal est diffusé le 3 septembre 2023.
La première d’ICI 19/20 a lieu le lundi 4 septembre 2023, la tranche commence à 19 h 00 avec les titres de l'actualité suivis de la météo régionale, de l'édition locale puis du bulletin d'information d′ICI 19/20 à 19 h 15.

### Habillage d'antenne
- Le 1er générique du 19/20 (6 mai 1986) était un ensemble de plusieurs prises de vues de journalistes avec le thème de FR3 de l'époque composé par Olivier Bloch-Laîné.
- Le 2e générique (9 janvier 1989) gardait le même logo que le premier, mais est entièrement virtuel. Il est composé d'un planisphère découpé en plusieurs petits carrés clignotants. C'est le premier générique qui a fait l'objet d'une adaptation pour le Soir 3. Cette « tradition » d'uniformisation des habillages de l'info perdurera jusqu'en 1992.
- Le 3e générique (22 janvier 1990) représente des ombres de gens plus ou moins ordinaires (nous pouvons y voir Batman) se passant un globe terrestre les uns aux autres.
- Le 4e générique (7 septembre 1992) reprend plus ou moins le concept du précédent (ombres), mais en l'adaptant à la nouvelle charte à trois bandes de la chaîne.
- Le 5e habillage (6 septembre 1993) est essentiellement constitué de trois parties. Un générique décrochage avec une carte de France bleu turquoise en relief, un générique « édition nationale » avec un globe divisé en deux avec l’hémisphère nord tournant dans le sens inverse de l’hémisphère sud, et 24 jingles « édition régionale » arborant une carte de la région concernée sur le même modèle que le générique décrochage. Cela dit, il y a aussi des jingles pour les « locales » et quelques autres variantes.
  - Ce 5e habillage évoluera en 1994 avec un remix de la musique du générique décrochage et surtout, de nouveaux jingles régionaux constitués de trois notes avec un visuel mettant mieux en valeur les régions. Malgré tout, il reste basé sur le même système de carte en 3D et de zoom sur des régions.
  - Le 9 septembre 1996, l'habillage évoluera une deuxième et dernière fois. Les jingles régionaux du 19/20 sont donc calqués sur ceux du 12/13, mais la carte spécifique au 19/20 est conservée. Le générique décrochage subit lui aussi des petites modifications avec le rajout de la date en plus de l'heure. Le plus gros changement concerne le générique de l'édition nationale, qui change radicalement. Cette deuxième version du générique de l'édition nationale représente un globe transparent aux couleurs de l'habillage (bleu turquoise).
- Le 6e habillage (6 septembre 1999) apparaît après 6 ans de présence de la carte de France en 3D. Contrairement à son prédécesseur, le 12/13 et le 19/20 ont leurs génériques uniformisés. Le générique décrochage représente un survol d'un paysage nuageux, le générique de l'édition nationale représente la Terre et le Soleil; quant au jingle de l'édition régionale, il représente un zoom sur l'Esplanade Charles de Gaulle de Nanterre.
  - Cet habillage a légèrement évolué le 7 janvier 2002, au niveau des typographies. À la suite du changement de logo de France Télévisions, tous les textes en Franklin Gothic ont été changés en Heldustry, sauf pour la météo, qui contient encore de la Franklin Gothic de nos jours.
- Le 7e habillage (15 septembre 2003) marque le retour des génériques uniformisés pour les 3 rendez-vous d'information de France 3. La bande blanche, présente depuis le 7 septembre 1992, est supprimée. À la place, une bande noire avec l'horloge et le nom de l'édition présente tout le long du journal. Le générique des titres représente une vue sur Paris avec plusieurs noms de villes volant dans le ciel. Les génériques des éditions régionales reprennent le même principe, mais avec des vues sur les chefs-lieux des régions en question, et les noms des villes du monde sont remplacés par des noms de villes de la région. Le générique de l'édition nationale ressemble aux autres génériques, mais une vue de la Terre remplace la vue d'une ville. Le générique décrochage, lui, consiste tout simplement à une vue de nuages. En 2003, l'habillage de l'information de France 3 est entièrement revu. La bande blanche caractéristique des génériques de l'information est supprimée, remplacée par une barre permanente incluant une horloge et le nom de l'édition[16].
- Le 8e habillage (25 septembre 2006) est plus ou moins une évolution du précédent. À l'origine, il devait apparaître le 11 septembre 2006, mais fut reporté car la chaîne a modifié le sonore au dernier moment. Il devait être à base de bandonéon et de percussions, mais a été finalement fait au synthétiseur. Les plans de caméras utilisés pour les différents génériques sont les mêmes que ceux du précédent habillage, mais passés à l'envers. Le concept de noms de villes est conservé lui aussi, mais ces derniers sont plats et non plus en perspective.
- Le 9e habillage (7 avril 2008) est basé sur un système de planisphère décomposé en points, qui n'est pas sans rappeler le deuxième générique (1989). Ainsi, le générique de l'édition nationale consiste en un survol en perspective du planisphère avant de voir apparaître le logo 19|20 en 3D et semi-transparent, le tout en perspective. L'unique générique de toutes les éditions régionales reprend le même principe, mais le planisphère du monde est remplacé par une carte de France. Le générique décrochage est une version longue du générique de l'édition nationale. Des images de journalistes sont incrustées dans les planisphères/cartes. Le tout a une dominante bleue, couleur historique de France 3. 
  - Cet habillage connut une évolution le 4 octobre 2010, avec un nouveau visuel pour les génériques, basé sur un planisphère découpés en lamelles selon les méridiens. On y voit aussi un défilement de noms de villes, internationales pour l'édition nationale, et régionales pour les différentes éditions régionales. C'est la seule personnalisation entre les régions. L'audio reste celui de l'habillage précédent.
- Le 10e habillage (5 février 2018) est basé sur six bandes verticales où l'on peut voir plusieurs monuments internationaux pour l'édition nationale et locaux pour les éditions régionales. À droite et au centre de l'écran, on y un défilement de noms de villes nationales et internationales ainsi que les thèmes abordés dans les journaux pour l'édition nationale et des noms de villes régionales pour les éditions régionales. La bande-son ressemble plus ou moins au précédent[17],[18].

### Logo

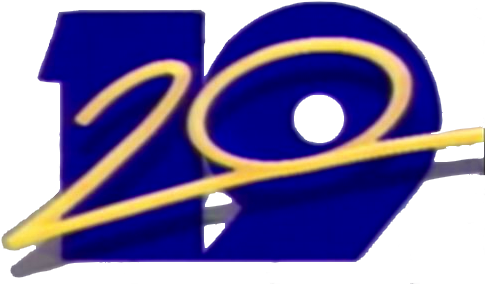
Logo du 19/20 du 6 mai 1986 au 8 janvier 1989.
Logo du 19/20 du 9 janvier 1989 au 21 janvier 1990.
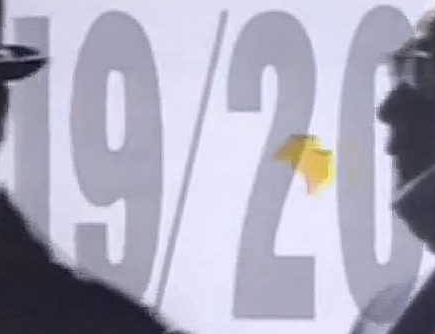
Logo de 19/20 du 22 janvier 1990 au 6 septembre 1992.
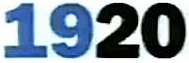
Logo du 19/20 du 7 septembre 1992 au 5 septembre 1993.
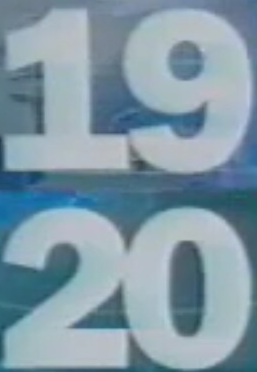
Logo du 19/20 du 6 septembre 1993 au 8 septembre 1996.
Logo de 19/20 du 9 septembre 1996 au 5 septembre 1999.
Logo du 19/20 du 6 septembre 1999 au 6 janvier 2002.
Logo du 19/20 du 7 janvier 2002 au 14 septembre 2003.
Logo du 19/20 du 15 septembre 2003 au 3 octobre 2010.
Logo du 19/20 du 4 octobre 2010 au 4 février 2018.
Logo du 19/20 du 5 février 2018[19] au 3 septembre 2023.
Logo de Ici 19/20 depuis le 4 septembre 2023.

### Slogans
- En 1986 : « 19/20, c'est l'info avant l'heure. »
- jusqu'en 2009 : « Le 19/20, c'est l'information du coin de la rue au bout du monde. »[20]
- à partir de 2010[réf. souhaitée] : « Chaque jour, le 19/20 vous met au centre du monde. »

## Rubriques
Chaque samedi avec Au plus près et chaque dimanche soir avec #PolitiqueWE, l'Agenda de la semaine, Conso/Tendance et #CinéWE

## Présentateurs

### En semaine (lundi au jeudi)
- 1986 à 1987 : Henri Sannier et Ghislaine Ottenheimer
- 1987 à 1989 : Maggie Gilbert et Daniel Grandclément ou Catherine Matausch et Philippe Dessaint (binômes en alternance)
- 1989 à 1990 : Catherine Matausch et Eric Cachart
- 1990 à 1992 : Paul Amar et Élise Lucet (en binôme)[21]
- 1992 à 1994 : Marc Autheman et Élise Lucet (en binôme)[21]
- 1994 à 2005 : Élise Lucet[22]
- 2005 à juillet 2009: Audrey Pulvar[23]
- août 2009 à juillet 2010 : Laurent Bignolas[24],[25]
- 6 septembre 2010 au 29 juin 2023 : Carole Gaessler[26],[27]

### En fin de semaine (vendredi au dimanche)
- janvier 1990 à avril 1994 : Eric Cachart
- avril 1994 à septembre 1996 : Catherine Matausch
- septembre 1996 à juin 1999 : Laurent Bignolas
- septembre 1999 à juin 2004 : Louis Laforge
- septembre 2004 au 2 juillet 2023 : Catherine Matausch[28],[29]

### Remplaçants

#### En semaine (lundi au jeudi)
- De juillet 2000 à juillet 2006, mars 2010 (exceptionnellement, Samuel Étienne étant bloqué au Chili à la suite d'un séisme[30], septembre 2010 et de septembre 2014 à avril 2019 : Stéphane Lippert
- été 2004: Audrey Pulvar
- De 2006 à septembre 2009 : Marlène Blin[31]
- Eté 2009 : Yann Gonon[32]
- octobre 2009 à décembre 2015 : Samuel Étienne
- décembre 2010 à été 2014 : Marie-Sophie Lacarrau
- août 2011 à novembre 2014 : Florian Ringuedé
- été 2014 : Emmanuelle Lagarde
- avril 2015 à juin 2023 : Virna Sacchi[33]
- juin 2016, les 4 mai et 19 octobre 2017 et 11 juillet 2019 : Catherine Matausch (jeudi)
- depuis été 2016 : David Boéri
- depuis été 2017 : Émilie Tran Nguyen
- décembre 2018 : Djamel Mazi
- octobre et novembre 2019 : Anne Bourse
- juillet 2021 : Alexandra Uzan
- juillet 2021 : Géniale Attoumani[34]
- mai 2022 : Sophie Le Saint

#### En fin de semaine (vendredi au dimanche)
- 2001 à 2005 et de février 2011 au 4 août 2019 : Stéphane Lippert
- juillet 2005 à mai 2014 : Francis Letellier[35],[36]
- juillet 2007 à septembre 2008 : Christophe Poullain[37]
- Été 2009 : Samuel Étienne et Yann Gonon[38]
- juillet 2010 : Marie-Sophie Lacarrau[39]
- août 2010 : Florian Ringuedé[39]
- décembre 2010 : Stéphane Bijoux
- décembre 2011[réf. souhaitée] : Dominique Mari
- décembre 2010 à août 2013 : Christelle Méral
- août 2014 à avril 2022 : David Boéri
- été 2015 : Camille Boudin
- février 2016 et septembre 2020 : Anne Bourse
- juin 2017 : Émilie Tran Nguyen (vendredi)
- 2017 à 2020 : Djamel Mazi
- décembre 2020 à juin 2023 : Sophie Le Saint
- juillet 2021 : Alexandra Uzan
- août 2021 : Rebecca Benbourek (il s'agit de la première journaliste issue d'un réseau régional à assurer l'intérim depuis le départ de Stéphane Lippert, celle-ci assurant en temps normal la présentation du 19/20 Centre Val-de-Loire du lundi au jeudi.)
- mars-avril 2022 : Christophe Gascard